# Toronto Union Station
Die Union Station ist der Hauptbahnhof und gleichzeitig der Hauptknotenpunkt des öffentlichen Nahverkehrs von Toronto. Der Bahnhof wurde am 6. August 1927 von Edward, Prince of Wales, dem späteren britischen König Eduard VIII., eröffnet und in den 1970er Jahren renoviert. Das heutige Bahnhofsgebäude ersetzt einen Bau aus dem Jahr 1858. Bauherr war die Bahngesellschaft Canadian National Railway. Den Haupteingang bildet eine neoklassizistische Kolonnade. 

## Lage
Die Union Station ist mit PATH an das unterirdische Fußgängersystem der Stadt verbunden. Ein Skywalk verbindet das Bahnhofsgebäude mit dem CN Tower, dem Rogers Centre und dem Metro Toronto Convention Centre. Ein umfangreicher Umbau des heutigen Hauptbahnhofs begann 2010. Der für 2015 vorgesehene Abschluss verzögerte sich um mehrere Jahre, ehe die Arbeiten im Juli 2021 abgeschlossen wurden.

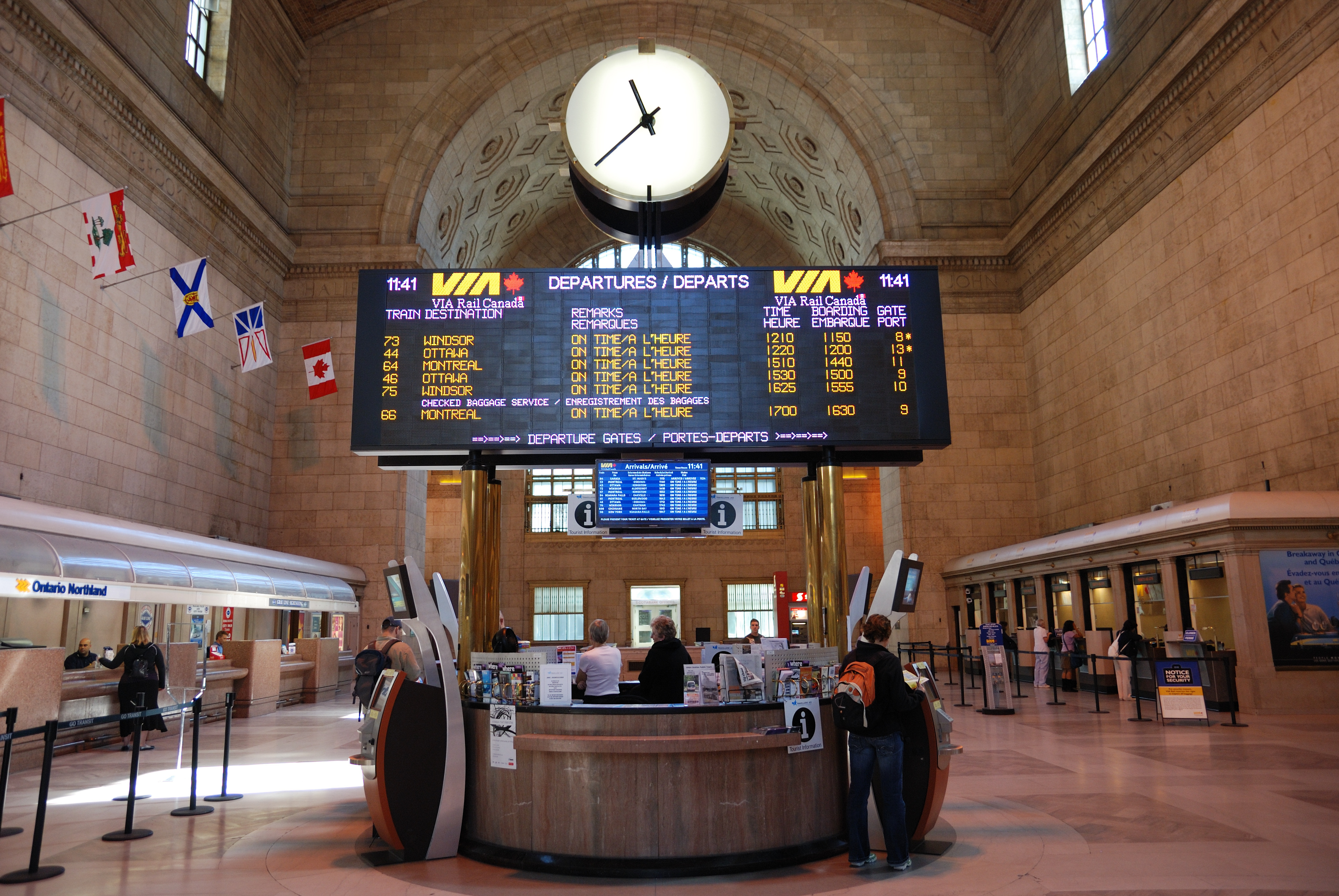
Haupthalle von innen

Der Bahnhof befindet sich im Süden der Stadt in der Front Street, zwischen Bay Street und York Street im Financial District. Während die Stadt Toronto Eigentümerin des Bahnhofsgebäudes ist, sind Bahnhofshalle, Bahnsteige und Gleisanlagen in Besitz von GO Transit, dem Betreiber des Schnellbahnnetzes im Großraum Toronto. Mit bis zu 200.000 Passagieren täglich und rund 35 Millionen jährlich gehört die Union Station zu den belebtesten Verkehrseinrichtungen Kanadas.

## Bedeutung

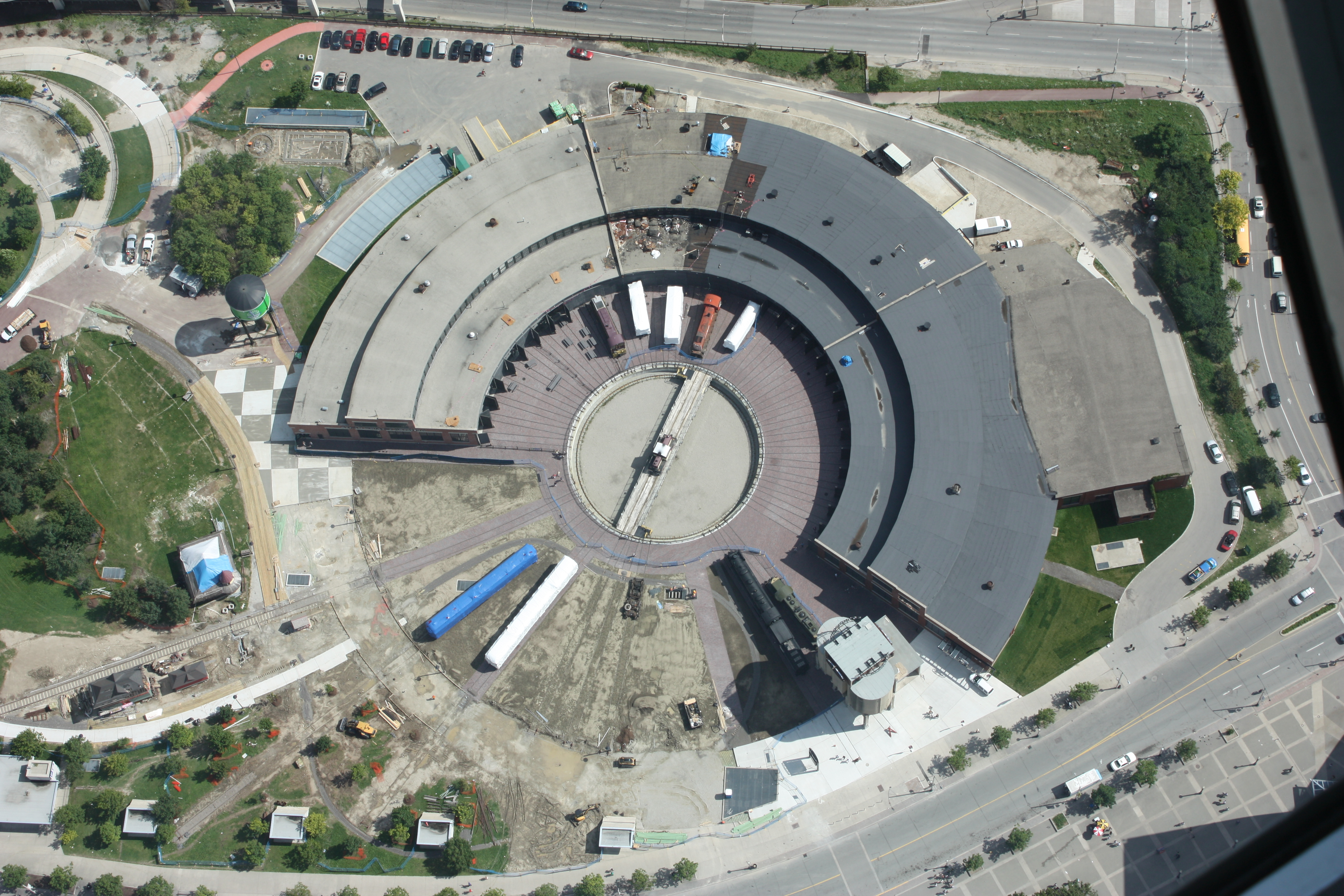
Ringlokschuppen John Street bei der Toronto Union Station

Die Union Station ist ein wichtiger Knotenpunkt des sogenannten Korridors, der sich von Windsor und Sarnia bis nach Ottawa, Montreal und Québec ostwärts erstreckt. Durch den Bahnhof verkehren Intercityzüge der Gesellschaften VIA Rail, Amtrak und Ontario Northland. Im Jahr 1975 wurde der Bahnhof zu einer National Historic Site erklärt.
Der Bahnhof ist der zentrale Knotenpunkt der Vorortstrecken von GO Transit. Mit dem Union Pearson Express besteht eine Direktverbindung zum Flughafen.
Unter der Front Street vor dem Bahnhof befindet sich die Station Union an der Yonge-University-Linie der Toronto Subway. Sie ist auch unterirdische Endstation von zwei Linien der Straßenbahn Toronto.

## Denkmalschutz
Der Komplex wurde am 9. Juni 1975 unter dem Namen Union Station (Canadian Pacific and Grand Trunk) National Historic Site zur National Historic Site of Canada erklärt.